# Ualas Martins
Ualas da Conceição Martins (Rio de Janeiro, 18 de junho de 1979) é um voleibolista indoor brasileiro, atuante na posição de Central, com a marca de 340 cm de alcance no ataque e 325 cm no bloqueio, além de vasta experiência nacional e internacional.Conquistou o a medalha de ouro no Campeonato Sul-Americano de Clubes  nos anos de 2015  na Argentina e antes foi medalhista de bronze na edição do ano de 2013 no Brasil.

## Carreira
Revelado nas categorias de base do extinto clube: Olympikus/RJ e profissionalmente iniciou sua carreira na Unisul/Florianópolis disputando a temporada 1999-00 por este clube, conquista nesta jornada o vice-campeonato da Superliga Brasileira A.
Na sequência representou o Lupo Náutico na conquista dos vice-campeonatos da Copa São Paulo e da Copa Sudeste, ambas no ano de 2000 e alcançou por este a nona posição na Superliga Brasileira A 2000-01 e permaneceu neste mesmo clube na temporada 2001-02 e alcançou o sexto lugar na correspondente Superliga Brasileira A.
Foi atleta do Wizard/Suzano  na conquista do título do Campeonato Paulista de 2002  e o bronze na Superliga Brasileira A 2002-03.Renovou com esse mesmo clube na jornada subsequente, sagrando-se vice-campeão  do Campeonato Paulista de 2003 e foi semifinalista na edição da Superliga Brasileira A 2003-04 , mas finalizou na quarta posição final.
Na jornada seguinte atuou pelo Shopping ABC/São Caetano  disputando por este o Campeonato Paulista de 2004, contribuindo para o clube alcançar a quarta posição na Liga Nacional de 2004 e em nono lugar na Superliga Brasileira A 2004-05.
Despertou interesse da Unisul/Nexxera nas disputas do período 2005-06 conquistando o título do Campeonato Catarinense de 2005; foi vice-campeão do Campeonato Paulista no mesmo ano por este clube que representou o Barueri , originando a alcunha Unisul/Barueri, e nesta parceria  conquistou o título da Copa São Paulo de 2005.
Pela Unisul/Nexxera disputou a Superliga Brasileira A 2005-06 e conquistou o bronze nesta edição.Foi contratada em 2006 pelo São Paulo F.C/Wizard/Taubaté  e foi semifinalista do Campeonato Paulista de 2006.
Posteriormente defendeu a Ulbra/Uptime e o represetnou na Superliga Brasileira A 2006-07 conquistou o bronze, além do bronze na edição da Superliga Brasileira A 2006-07.Pela primeira vez atuou fora do Brasil e representou o Arago de Sète  na temporada 2007-08 e alcaçou a oitava posição na Liga A Francesa.
Continuou no voleibol europeu e desta vez competiu no voleibol espanhol pelo CAI Voleibol Teruel  quando conquistou o título da  Superliga Espanhola A 2008-09 e foi vice-campeão da Copa do Rei da Espanha nesta temporada.
Repatriado na temporada 2009-10 pela Ulbra/São Caetano  sendo semifinalista do Campeonato Paulista de 2009 e o representou na Superliga Brasileira A correspondente quando encerrou por este clube na nona posição.
Para as competições de 2010-11 foi contratado pela equipe do Volta Redonda  conquistando o título do Campeonato Carioca de 2010 e  finalizou na décima primeira posição da Superliga Brasileira A correspondente e foi o quinto Maior Bloqueador da edição.
Integrou a equipe do  EBX/RJ no período esportivo 2011-12, obteve o título da Copa Volta Redonda de 2011, além da conquista em 2012 do Campeonato Carioca referente a 2011 de forma invicta, perdendo apenas um set em toda competição encerrando na quarta colocação da Superliga Brasileira A 2011-12.
Em 2012 Foi vice-campeão do torneio Top Four, quadrangular disputado na cidade de  Ijuí no Rio Grande do Sul e renovou com a equipe para temporada 2012-13, sagrando-se  bicampeão da Copa Volta Redonda de 2012 e  tricampeão de forma consecutiva no Campeonato Carioca de 2012 e conquistou o título inédito de sua carreira na Superliga Brasileira A 2012-13.
Em 2013 conquistou pelo RJX  a medalha de bronze no Campeonato Sul-Americano de Clubes disputado em Belo Horizonte,  com a retirada do principal patrocinador instalou-se uma crise instalou-se no clube, mas Ualas permaneceu passando a utilizar a alcunha “RJX/Tijuca” na Superliga Brasileira A 2013-14 e conseguiu em meio a tantos problemas colaborar para que o clube avançasse as quartas de final, sendo eliminada nesta fase encerrando no quinto lugar.
Em 2014 alcançando o sexto lugar na Copa Brasil de 2014 em Maringá-Paraná e recebeu uma proposta para atuar na temporada 2014-15 pelo clube argentino: UPCN/San Juan onde foi vice-campeão da Copa ACLAV de 2014 e campeão da Copa Master no mesmo ano.Inscrito na Liga A1 Argentina 2014-15,  conquistou em 2015 a medalha de ouro no Campeonato Sul-Americano de Clubes  disputado em San Juan- Argentina.
Encerrando contrato com o clube argentino, foi repatriado na jornada 2015-16 pela equipe do Copel Telecom/Maringá Vôlei e disputou a Superliga Brasileira A 2015-16, encerrando na décima primeira posição, sendo o clube rebaixado.
Atualmente representando o clube Volei Ribeirão, onde conquistou a Taça prata 2017.

## Títulos e resultados
- Superliga Brasileira A:2012-13[34]
- Superliga Brasileira A:1999-00[4]
- Superliga Brasileira A:2002-03, 2005-06 e 2006-07[4]
- Superliga Brasileira A:2003-04[4], 2011-12[29]
- Superliga Espanhola A:2008-09[19]
- Liga Nacional:2004
- Copa ACLAV:2014[41]
- Copa Master:2014[42]
- Copa de S.M. Rei da Espanha[20]
- Copa Sudeste:2000[5][6]
- Top Four:2012[30]
- Campeonato Carioca:2006[24],2011[28] e 2012[33]
- Campeonato Catarinense:2005[11][12]
- Campeonato Paulista:2002[8]
- Campeonato Paulista:2003[9] e 2005[13]
- Copa São Paulo:2005[14]
- Copa São Paulo:2000[6]
- Copa Volta Redonda:2011[27] e 2012[32]

## Premiações individuais
- 5º Maior Bloqueador da Superliga Brasileira A de 2010-11'[26]